# Conduct Unbecoming (toneelstuk)
Conduct Unbecoming is een toneelstuk, geschreven door Barry England. Het verhaal gaat over een schandaal in een Brits regiment dat in de jaren 1880 in India gestationeerd was.

## Verhaal
Marjorie Hasseltine, de weduwe van een heldhaftige officier, wordt aangevallen door een onbekende militair en er vindt een onderzoek plaats om zijn identiteit vast te stellen. Tweede luitenant Edward Millington wordt beschuldigd van de aanval en in eerste instantie wordt hij door iedereen schuldig geacht. Er wordt een schijnproces gehouden, omdat het regiment zich niet publiekelijk wil laten onteren.  Millingtons vriend Arthur Drake krijgt, dik tegen zijn zin, de ondankbare taak hem te verdedigen. Naarmate de gebeurtenissen zich beginnen te ontvouwen, beseft Drake dat Millington in feite onschuldig is en slaagt hij er langzaam in om ook iedereen te overtuigen.

## Theaterproductie
Het toneelstuk ging in mei 1969 in première in het Theatre Royal in Bristol en werd in juli overgebracht naar het Queen's Theatre in West End.
In oktober 1970 ging het toneelstuk in première op Broadway in het Ethel Barrymore Theatre. De Broadway-productie, onder regie van Val May, werd 144 keer opgevoerd. De cast bestond uit Michael Barrington, Michael Bradshaw, Jeremy Clyde, Paul Jones, Donald Pickering, Nicholas Hammond en Elizabeth Shepherd. Pickering werd genomineerd voor een Tony Award voor "Beste mannelijke bijrol in een toneelstuk".

## Film
In 1975 werd het toneelstuk bewerkt tot een gelijknamige film onder regie van Michael Anderson, met in de hoofdrollen Michael York, Stacy Keach, Susannah York, Christopher Plummer, Richard Attenborough en Trevor Howard.